# Inami
Inami (jap. 稲美町 Inami-chō) – miasto w Japonii, na wyspie Honsiu, w prefekturze Hyōgo. Według danych na rok 2020 miejscowość zamieszkiwało 30 268 mieszkańców , a gęstość zaludnienia wyniosła 866,8 os./km².